# Mastrus boreaphilus
Mastrus boreaphilus är en stekelart som först beskrevs av Per Abraham Roman 1939.  Mastrus boreaphilus ingår i släktet Mastrus och familjen brokparasitsteklar. Arten är reproducerande i Sverige. Inga underarter finns listade i Catalogue of Life.